# Stanisław Szmuc

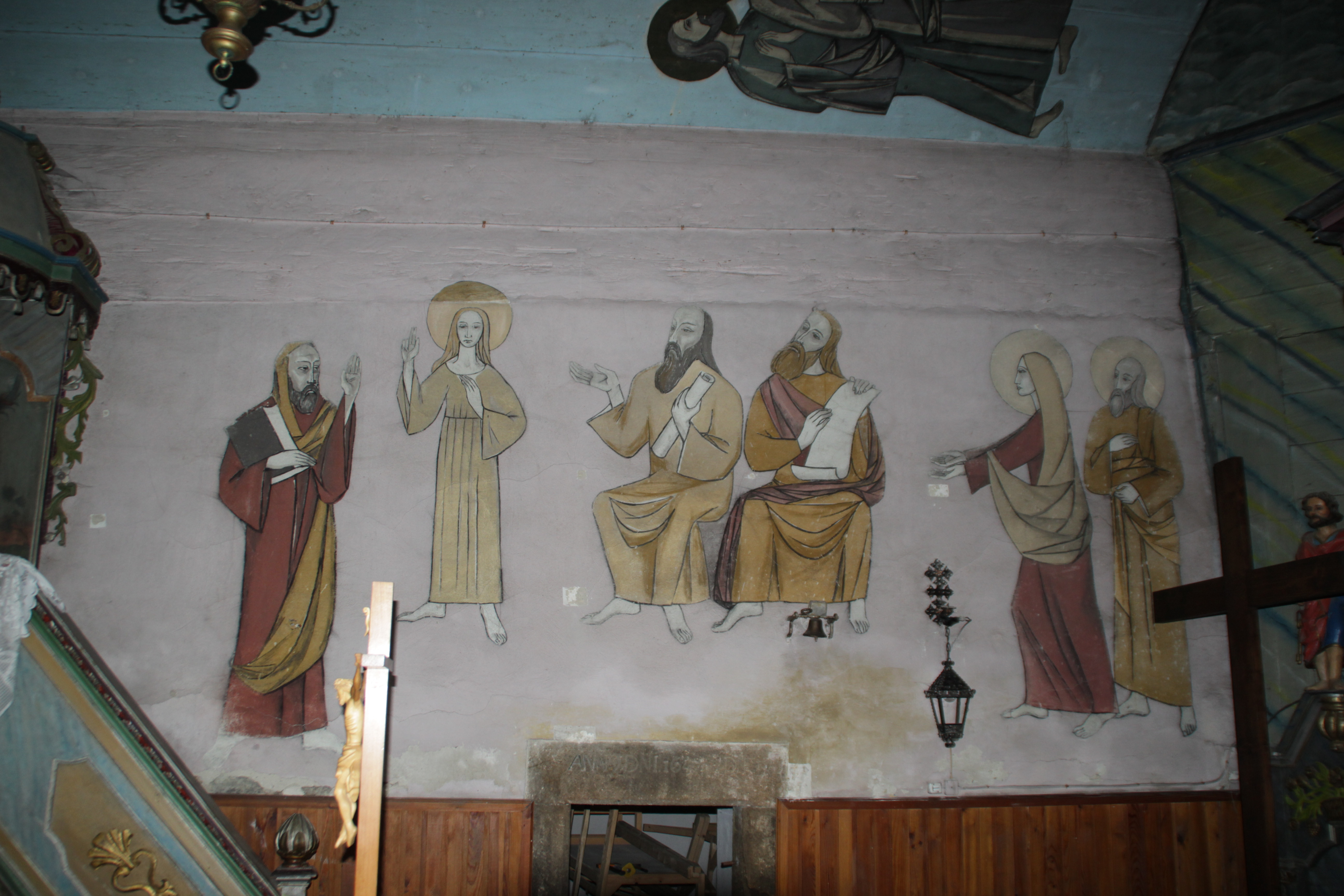
Fragment polichromii kościoła w Króliku Polskim

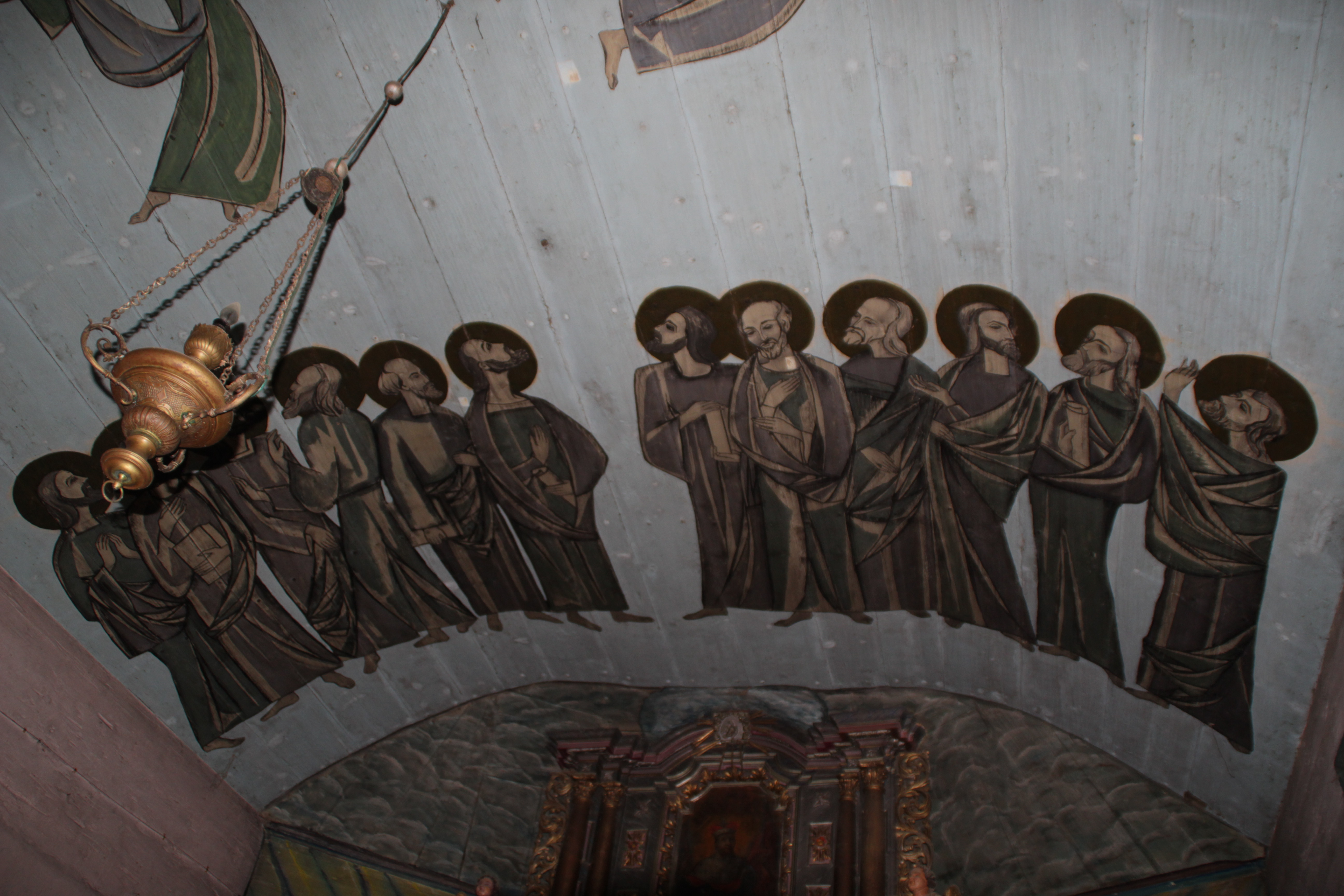
Fragment polichromii kościoła w Króliku Polskim

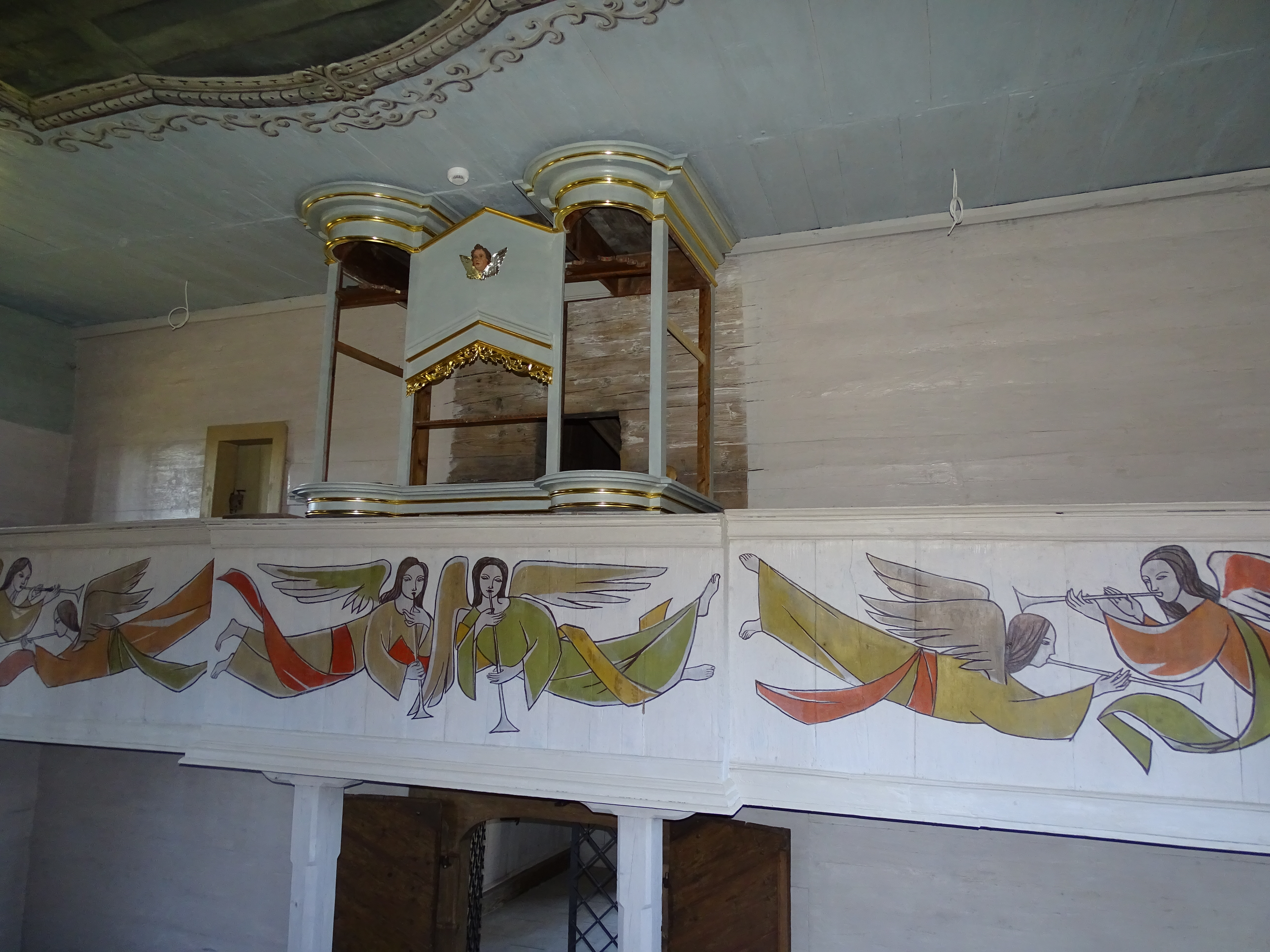
Fragment polichromii kościoła w Króliku Polskim

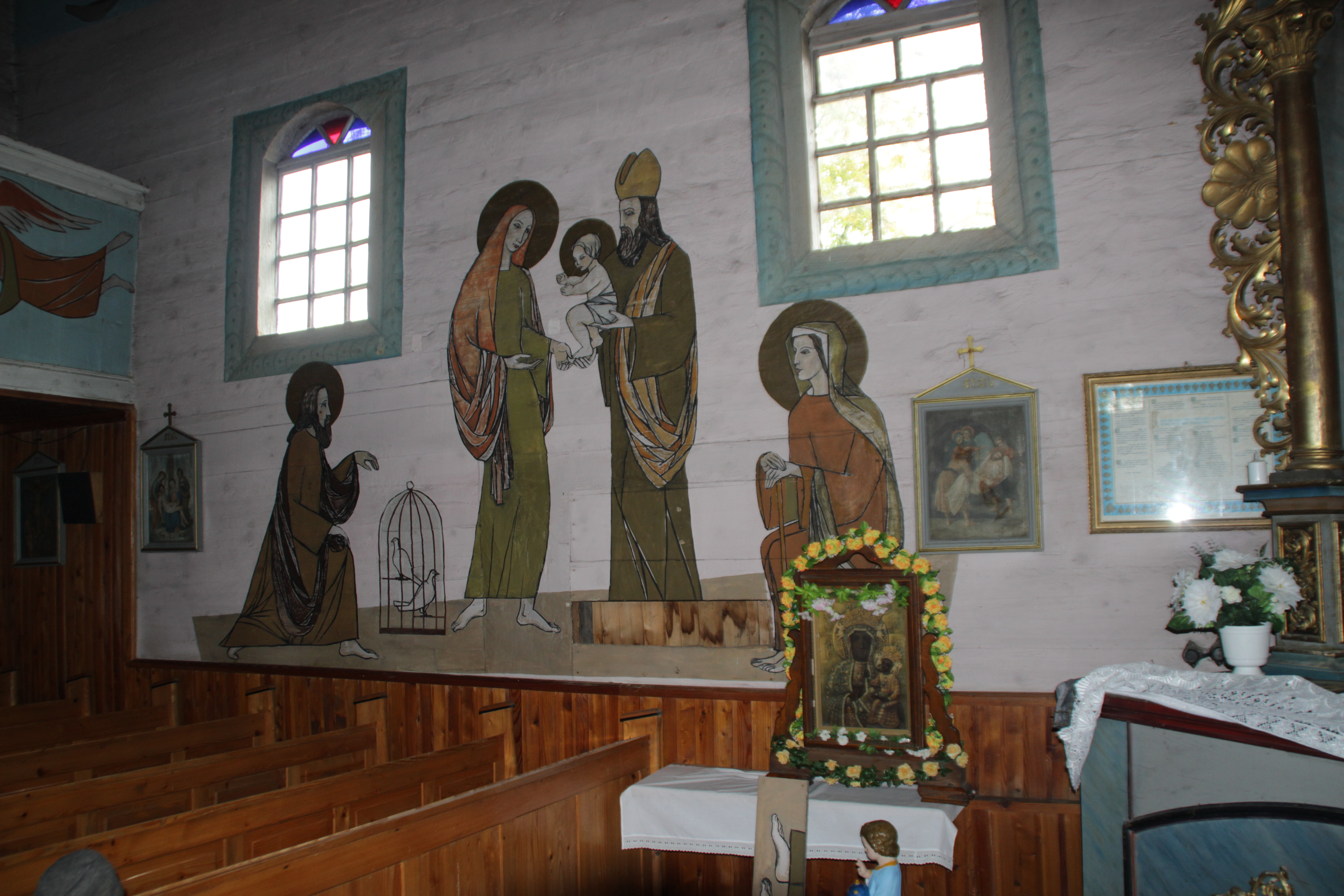
Fragment Polichromii kościoła w Króliku Polskim

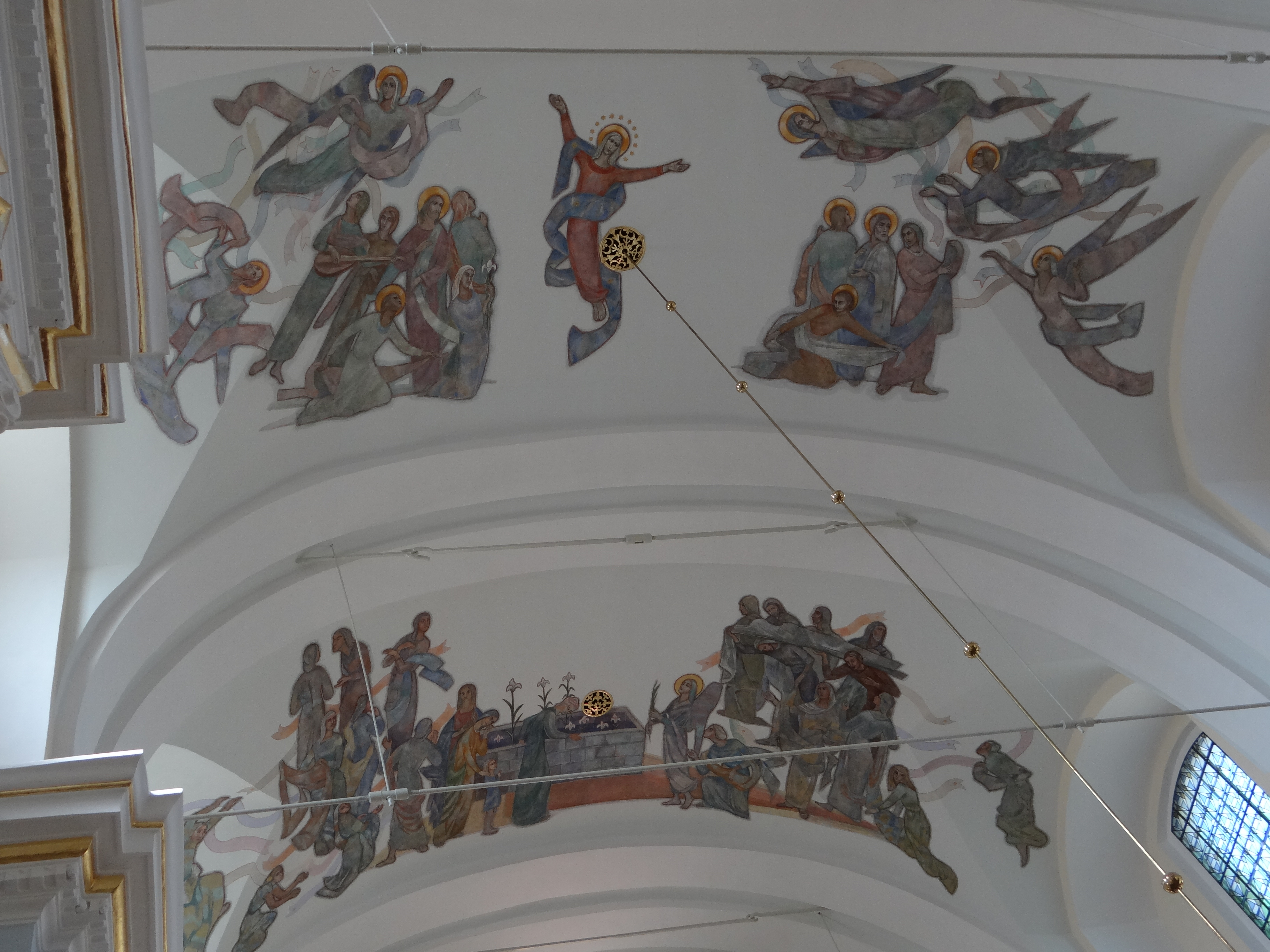
Fragment polichromii kościoła w Sędziszowie Małopolskim

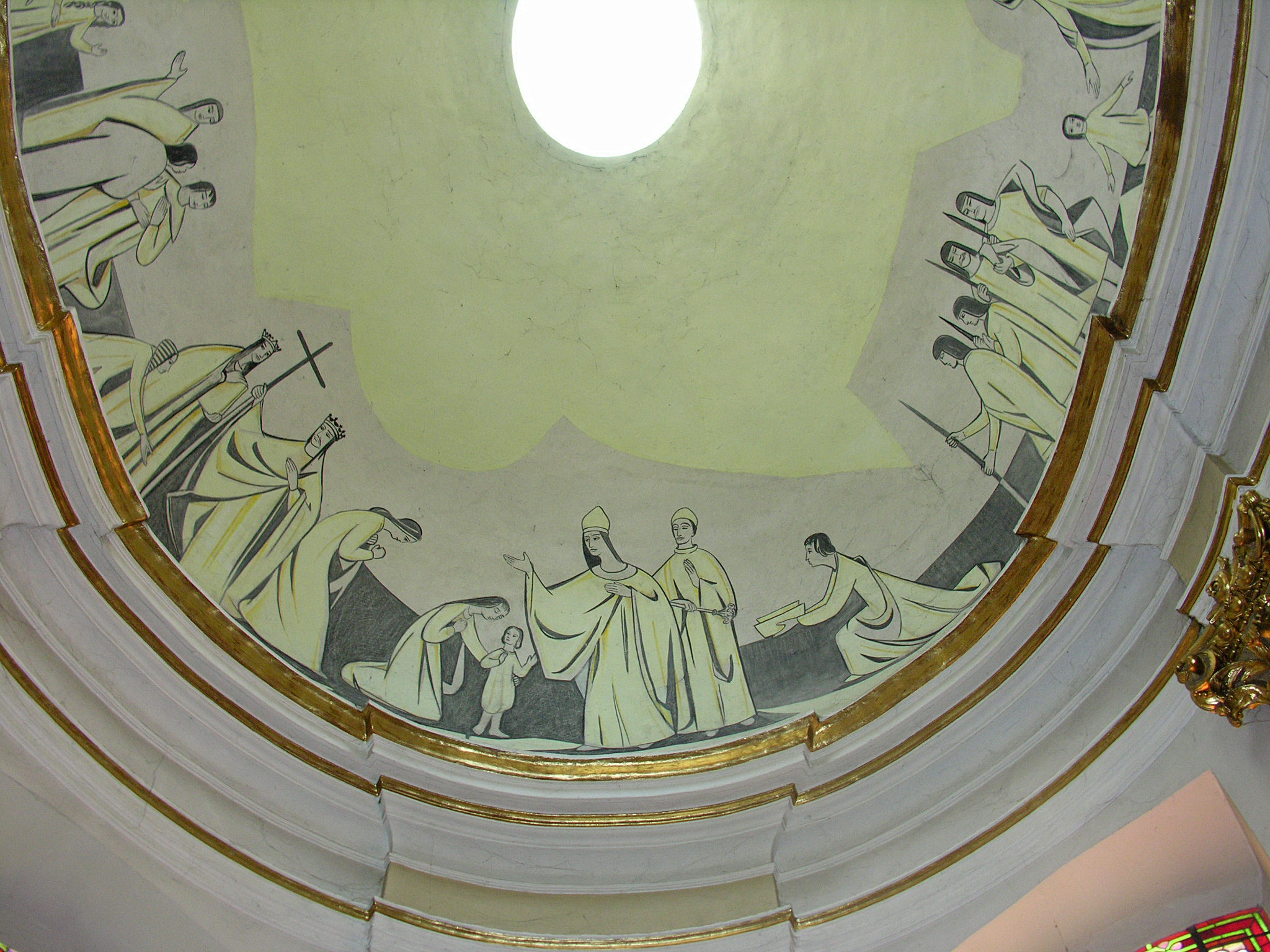
Fragment polichromii kościoła św. Wawrzyńca w Rymanowie

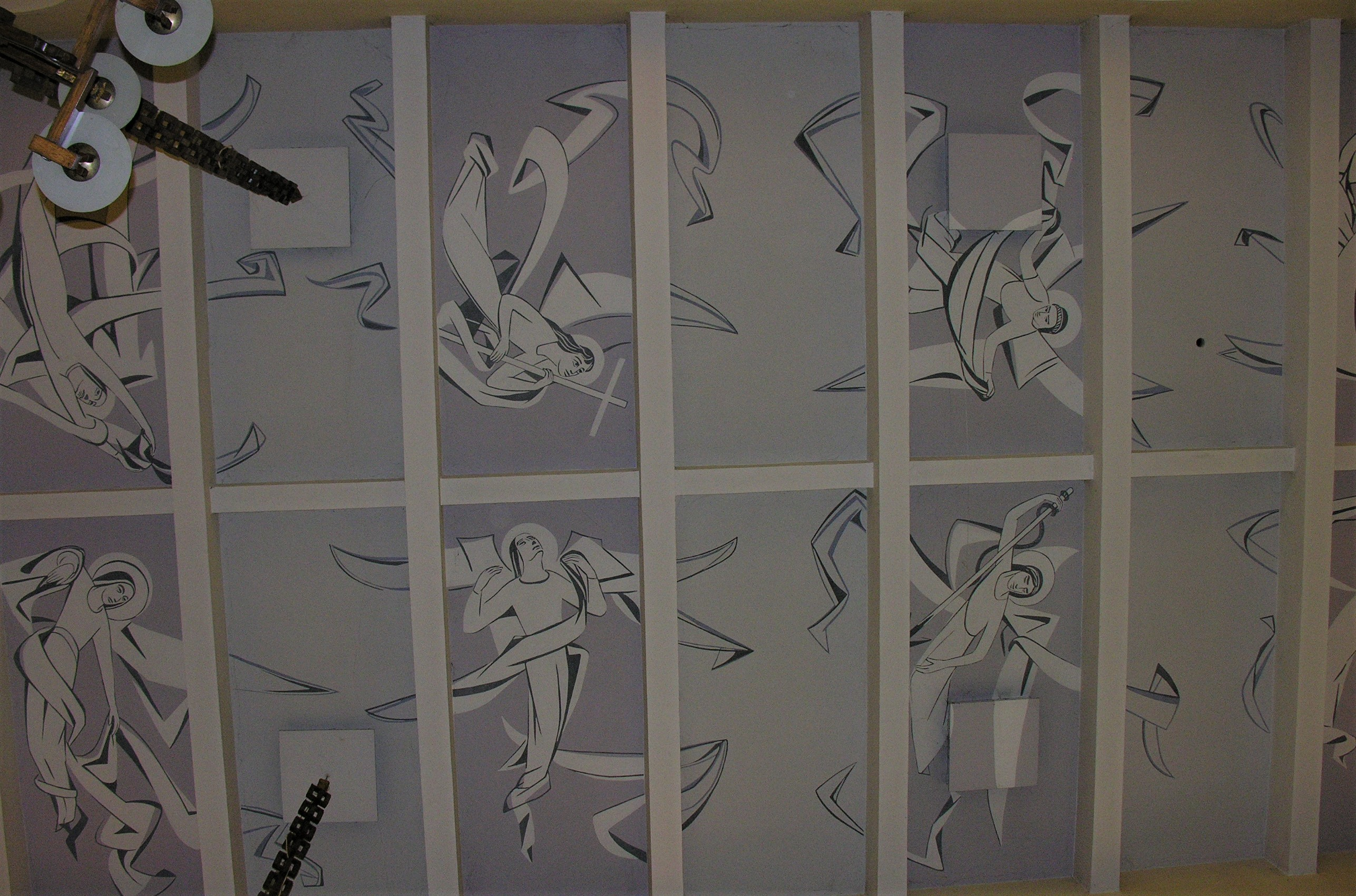
Polichromia stropu kościoła w Zagorzycach

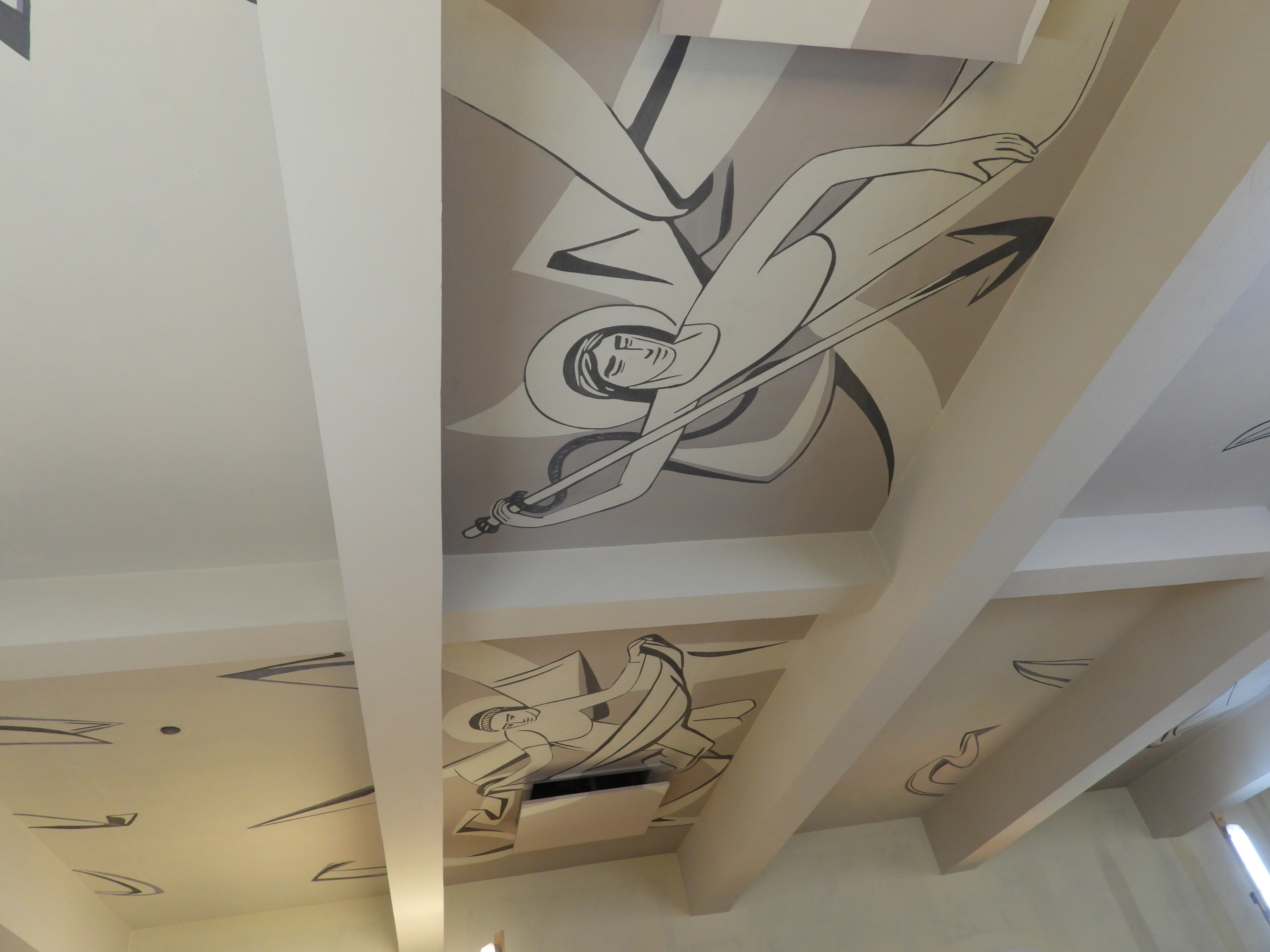
Fragment polichromii kościoła w Zagorzycach

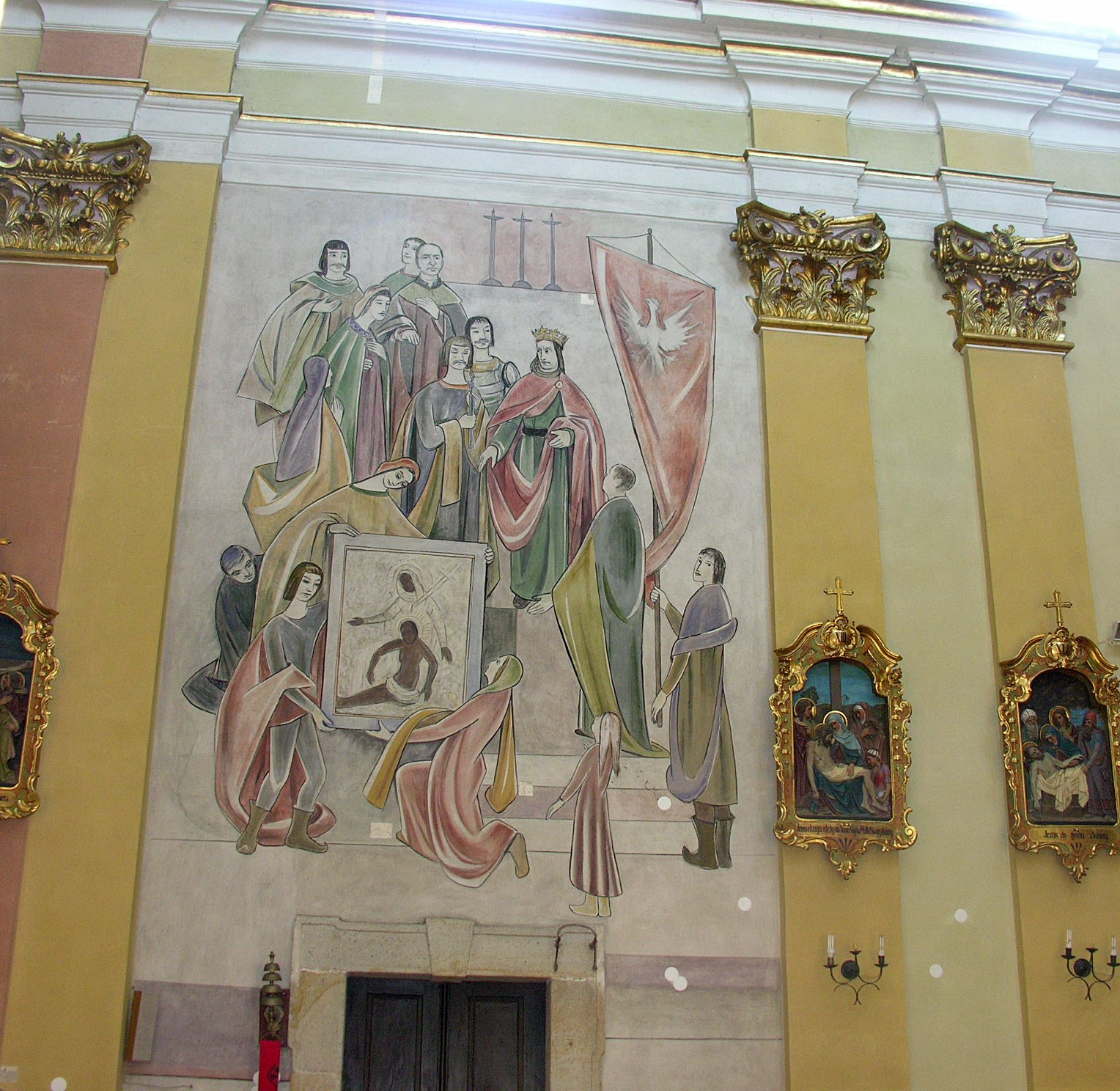
Fragment polichromii kościoła św. Wawrzyńca w Rymanowie

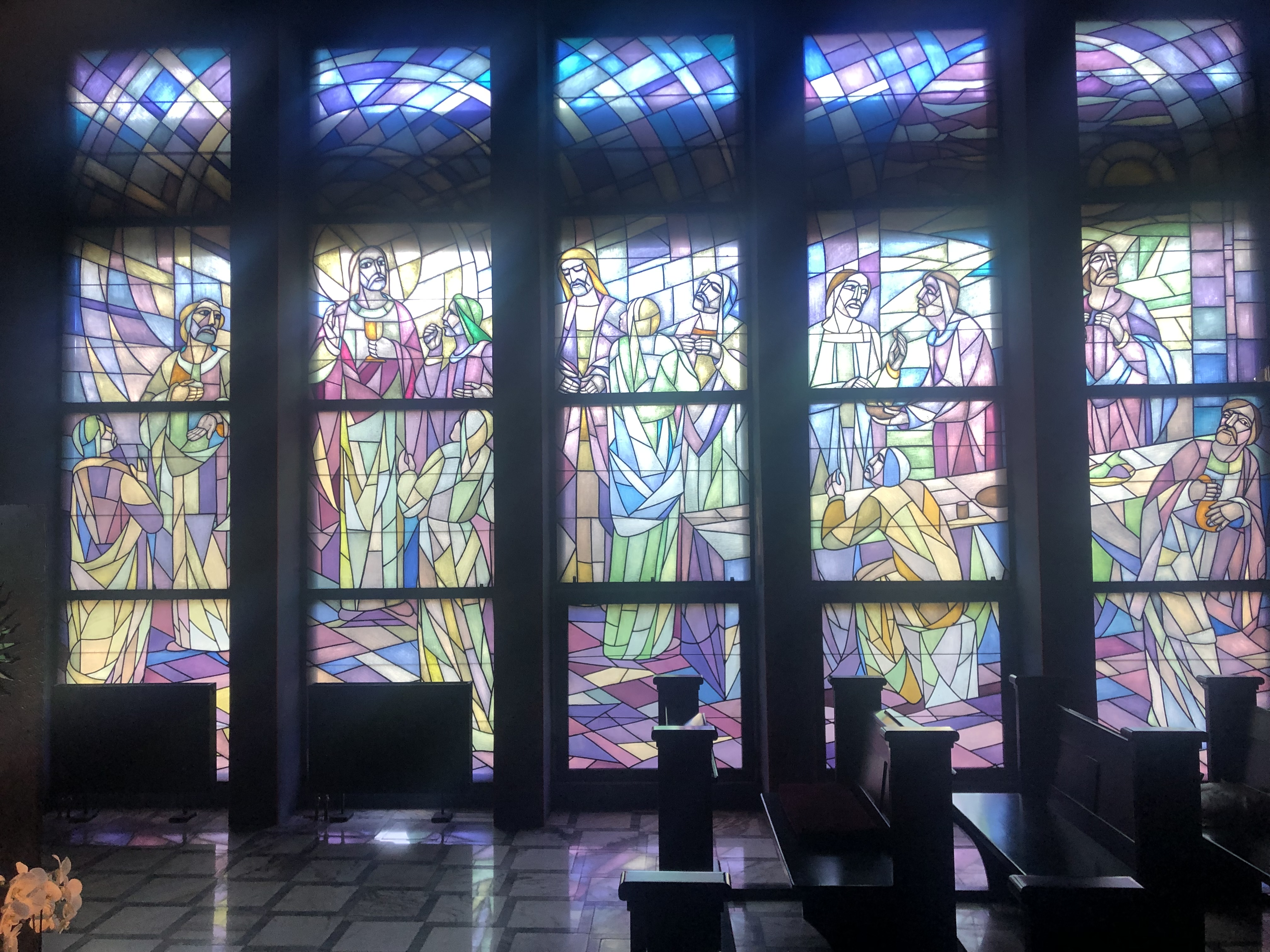
Ściana witrażowa w kościele oo. Jezuitów w Opolu

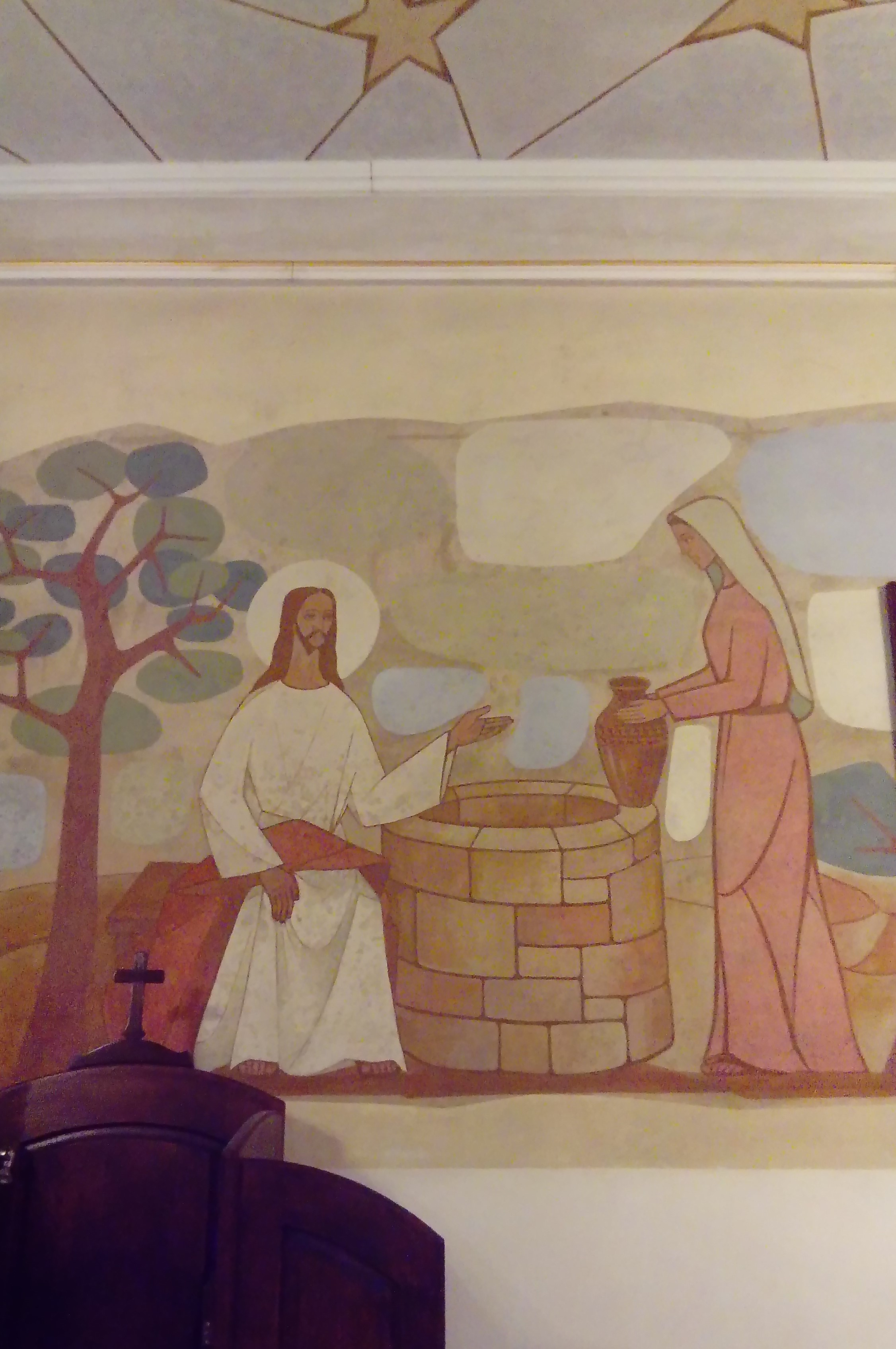
Fragment polichromii kościoła w Chmielniku k. Rzeszowa

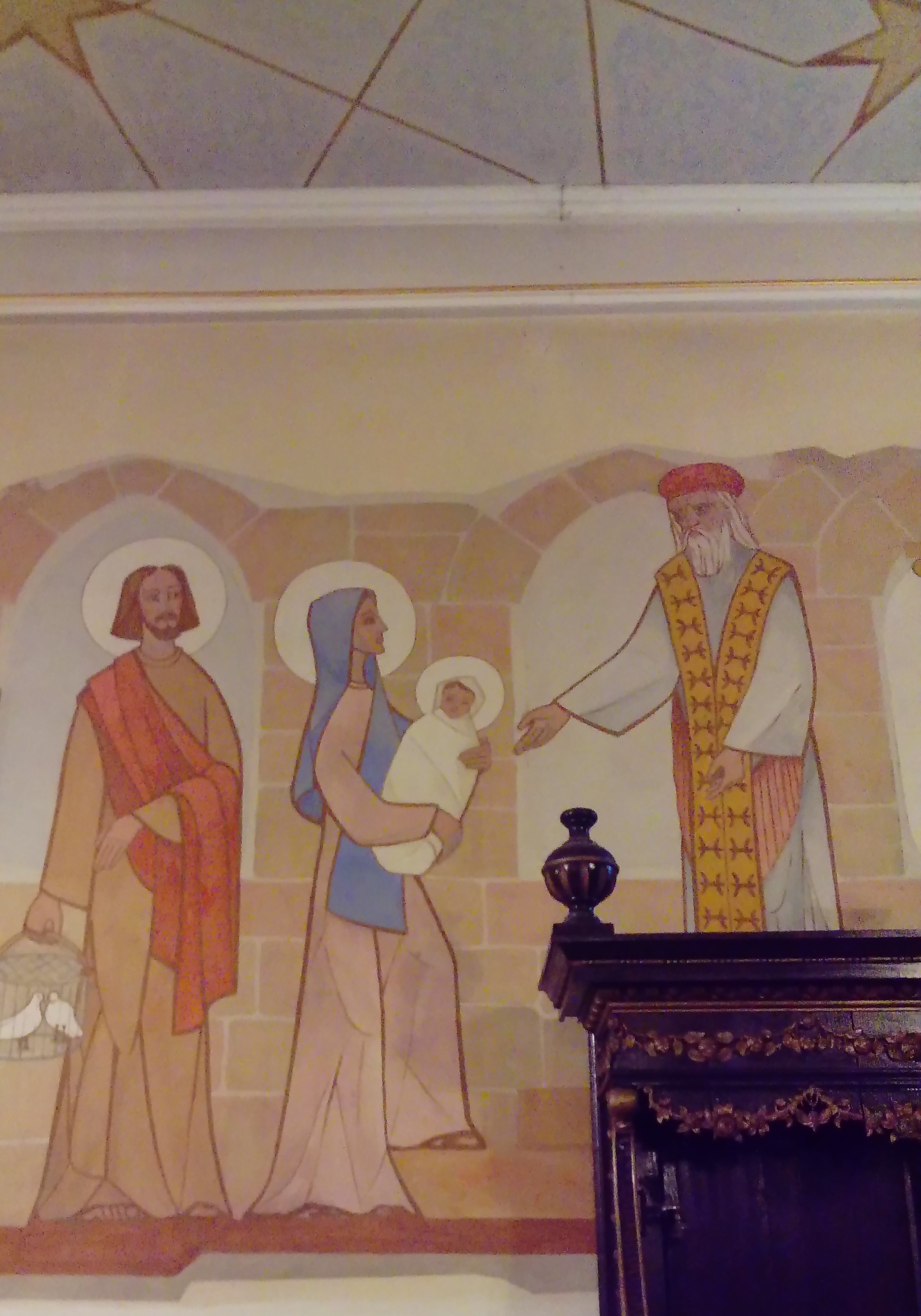
Fragment polichromii kościoła w Chmielniku k. Rzeszowa

Stanisław Szmuc (ur. 7 maja 1911 w Wysokiej, zm. 10 lutego 1997 w Krakowie) – polski malarz, autor polichromii, mozaik i sgraffit, projektant witraży.

## Życiorys
Studiował w Instytucie Sztuk Graficznych we Lwowie pod kierunkiem Piotra Gajewskiego i Ludwika Tyrowicza, który z uznaniem wyrażał się o jego pracach. Studia ukończył w 1936. W 1939 został zmobilizowany, po wybuchu wojny przebywał w Rumunii, następnie wrócił do Polski. Po wojnie mieszkał w Rzeszowie, był związany z rzeszowskim ZPAP, w którym pełnił funkcję członka zarządu do 1949.  Od 1964 zamieszkał w Krakowie, tworzył w tym czasie głównie sztukę sakralną. Był wiceprezesem Towarzystwa Przyjaciół Sztuk Pięknych w Krakowie do 1996. Zmarł 10 lutego 1997, został pochowany na cmentarzu Rakowickim.

## Twórczość

### Malarstwo i grafika
Malował w różnych technikach (olej, tempera, akwarela, techniki mieszane), tworzył grafiki i rysunki (monotypia, drzeworyt, sucha igła, tusz, rysunek ołówkiem i sangwiną). Brał udział w wielu wystawach indywidualnych i zbiorowych m.in. w Krakowie, Lublinie, Rzeszowie, Warszawie, Caracal i Kopenhadze. Wystawiał m.in. wspólnie ze Zbigniewem Krygowskim, Alfredem Kudem, Zuzanną Kusek-Kud, Jadwigą Dziędzielewicz, Franciszkiem Frączkiem. Jego prace znajdują się głównie w zbiorach prywatnych, niektóre jako dzieła nieznanego autora (nie wszystkie opatrywał sygnaturami).

### Polichromie, mozaiki, sgraffita i projekty witraży
Główną dziedziną działalności Stanisława Szmuca, w której stworzył własny, rozpoznawalny styl jest sztuka sakralna. Był jednym z pierwszych artystów, których prace wystawiano w Kamieniołomie im. Jana Pawła II. Dokładna liczba kościołów, w których wykonał swoje prace, nie jest znana (nie prowadził szczegółowej ewidencji). Prace Stanisława Szmuca są w różnym stanie zachowania, niektóre zostały odnowione, inne wymagają konserwacji, część polichromii została zamalowana. Niektóre prace zniszczono w sposób celowy.  Lista zamieszczona poniżej została odtworzona na podstawie dostępnych źródeł.

### Kontrowersje
Polichromie Stanisława Szmuca odznaczają się starannie skomponowaną i wyważoną kolorystyką, umiarem w stosowaniu barw, co spotykało się czasem z niezadowoleniem odbiorców. Z podobnych względów kontrowersje wzbudzały sgraffita. W Wojakowej stacje drogi krzyżowej wykonane techniką sgraffito zniszczono i zastąpiono kolorowymi obrazami w złoconych ramach. W Zabrzu-Rokitnicy na pocz. XXI w. podczas remontu zniszczono sgraffita na tęczy, przedstawiające sceny Zmartwychwstania, pozostawiając w ich miejscu gładką ścianę. W Czudcu zatynkowano sgraffita ze stacjami Drogi Krzyżowej i zamalowano kompozycje na filarach przedstawiające postacie proroków, choć prace te były przyjęte z uznaniem. Nie zachowała się też m.in. polichromia kościoła w Zalesiu (obecnie Rzeszów-Zalesie), mimo pozytywnych recenzji.

## Życie prywatne
Był synem Jana Szmuca (1873–1949), przedsiębiorcy i społecznika.  W roku 1943, w warunkach okupacyjnych poślubił Janinę Kokesz (1913–2006, absolwentka UJ, łączniczka AK). Mieli troje dzieci: Jacek (fotografik), Barbara (1949–2005, malarka i projektantka witraży), Anna (realizatorka radiowa w Radio France).

## Sztuka sakralna Stanisława Szmuca
Lista w kolejności alfabetycznej (na podstawie kwerendy przeprowadzonej w latach 2021-22)
| Miejscowość, kościół                            | Rok         | Opis                            | Zachowane Tak/Nie | Uwagi i przypisy                                                                                                |
| ----------------------------------------------- | ----------- | ------------------------------- | ----------------- | --- |
| Andrychów, kościół św. Macieja                  | 1976        | Polichromia Witraże             | Nie Tak           | Dwa witraże: św. Stanisław BM i św. Paweł                                                                       |
| Bartatów                                        | ok. 1936    | Polichromia                     | Nie               | Od 1990 cerkiew prawosławna                                                                                     |
| Biały Dunajec                                   | 1976        | Polichromia, mozaiki            | Tak               | [ 9 ] |
| Borek Stary, kościół parafialny                 | 1958        | Polichromia                     | Tak               | Odnowiona |
| Brzyska                                         | 1949        | Polichromia, witraże            | Tak               | [ 18 ] |
| Chmielnik                                       | 1959        | Polichromia Sgraffita           | Tak Nie           | [ 8 ] |
| Chrzanów-Rospontowa                             | b.d.        | Sgraffita                       | Tak               | Sgraffita z elementami mozaiki                                                                                  |
| Czudec, kościół parafialny                      | 1961        | Polichromia Sgraffita           | Fragment Nie      | Pozostał nie zamalowany fragment polichromii w kaplicy południowej                                              |
| Dynów                                           | 1969        | Polichromia, sgraffito          | Tak               | Współautor polichromii: Alfred Kud. Odnowiona, z częściowo zmienioną kolorystyką ornamentów                     |
| Frysztak                                        | 1939        | Polichromia                     | Nie               | Zamalowana w latach siedemdziesiątych XX w. (Stanisław Jakubczyk)                                               |
| Giedlarowa                                      | przed 1939  | Polichromia                     | Nie               | Zamalowana w 1968 (Stanisław Jakubczyk)                                                                         |
| Gliwice, katedra                                | 1979        | Sgraffita                       | Tak               | Zachowane sgraffita w prezbiterium. Nie zachowane stacje Drogi Krzyżowej (przywrócono oryginalne rzeźby z 1934) |
| Gliwice-Sośnica, kościół NMP                    | b.d.        | Mozaiki                         | Tak               | Pas mozaiki o dł. ok. 70 m w nawie                                                                              |
| Górno                                           | 1954        | Polichromia                     | Tak               | Odnowiona w 1996, wykonawca: Stanisław Urban                                                                    |
| Grodziec (brak dokł. danych)                    | 1964        | Polichromia                     | b.d.              | Połączenie figur malowanych i wykonanych sgraffitem                                                             |
| Handzlówka                                      | 1934        | Polichromia                     | Tak               | [ 25 ] [ 26 ]                                                                                                   |
| Harklowa                                        | 1959        | Polichromia                     | Tak               | [ 27 ] |
| Husów                                           | 1960        | Polichromia                     | Nie               | Kościół został rozebrany w 2008                                                                                 |
| Kamień                                          | ok. 1950    | Polichromia                     | Tak               | Odnowiona na pocz. XXI w., wykonawca: Stanisław Kłosowski                                                       |
| Kazimierza Mała                                 | b.d.        | Sgraffita                       | Tak               | Współautor: Barbara Pamuła                                                                                      |
| Konopiska                                       | 1969        | Polichromia Witraże             | Nie Tak           | [ 9 ] [ 32 ] |
| Korzenna                                        | 1970        | Sgraffita, mozaiki              | Tak               | [ 33 ] |
| Kraczkowa                                       | 1943        | Polichromia                     | Nie               | Zamalowana w 1981, druga warstwa 2020                                                                           |
| Królik Polski, kościół drewniany                | 1962        | Polichromia                     | Tak               | Współautor: Alfred Kud                                                                                          |
| Krzemienica, kościół drewniany                  | ok. 1938    | Polichromia                     | Nie               | W kościele trwają prace nad przywróceniem oryginalnej polichromii barokowej                                     |
| Kuźnia Dębska                                   | b.d.        | Sgraffita, witraże              | b.d.              | [ 9 ] [ 36 ] |
| Łagów                                           | b.d.        | Polichromia                     | b.d.              | [ 37 ] |
| Łączki Jagiellońskie                            | ok. 1950    | Polichromia                     | Tak               | |
| Mrowla                                          | 1966        | Polichromia                     | Tak               | Odnowiona. Wykonawca: Magdalena Frączek                                                                         |
| Nozdrzec                                        | 1958        | Polichromia                     | Tak               | Odnowiona. Wykonawca: Stanisław Zima                                                                            |
| Opole, Katedra                                  | 1963- -66   | Polichromia, witraże, sgraffita | Tak               | [ 36 ] [ 40 ]                                                                                                   |
| Opole, kościół oo Jezuitów                      | b.d.        | Mozaiki, witraże                | Tak               | Część witraży w nawach i ściana witrażowa w Kaplicy Adoracji                                                    |
| Osiek (brak dokł. danych)                       | b.d.        | Polichromia                     | b.d.              | [ 9 ] |
| Poraż                                           | 1954        | Polichromia                     | Nie               | Współautor: Zbigniew Krygowski Zamalowana w 1983. Autor: Maciej Kauczyński                                      |
| Przysietnica, kościół parafialny                | 1964        | Polichromia                     | Nie               | Zamalowana w 2000                                                                                               |
| Rudna Wielka                                    | 1955        | Polichromia                     | Tak               | Odnowiona w 2007. Wykonawca: Stanisław Zima                                                                     |
| Rymanów, kościół św. Wawrzyńca                  | 1964        | Polichromia                     | Tak               | Współautor: Alfred Kud                                                                                          |
| Rzeszów-Przybyszówka                            | b.d.        | Polichromia Mozaiki             | Tak               | Współautor: Alfred Kud                                                                                          |
| Rzeszów-Zalesie                                 | 1961        | Polichromia                     | Nie               | [ 8 ] [ 29 ] |
| Sędziszów Małopolski                            | 1974        | Polichromia, witraże            | Tak               | Polichromia odnowiona w 1996                                                                                    |
| Szczepanowice (brak dokł. danych)               | 1977        | Polichromia                     | b.d.              | [ 9 ] |
| Szebnie, kościół drewniany                      | 1957        | Polichromia                     | Tak               | [ 45 ] |
| Ślęzaki                                         | przed 1939  | Polichromia                     | b.d.              | [ 15 ] |
| Tęgoborze                                       | b.d.        | Witraże                         | Tak               | [ 36 ] |
| Wojakowa                                        | 1971        | Polichromia Sgraffita           | Tak Nie           | [ 9 ] [ 10 ] |
| Wysoka                                          | 1934 1942   | Ołtarze, polichromia, mozaika   | Tak               | Polichromia odnowiona                                                                                           |
| Wrzawy                                          | przed 1939  | Polichromia                     | b.d.              | [ 15 ] |
| Zagorzyce, kościół św. Apostołów Piotra i Pawła | ok. 1970    | Polichromia, sgraffita          | Tak               | Polichromia odnowiona w 1996                                                                                    |
| Zabrze-Mikulczyce, kościół św. Teresy           | b.d.        | Mozaiki, sgraffita              | Tak               | [ 9 ] |
| Zabrze-Rokitnica                                | 1980- -1990 | Mozaiki i witraże Sgraffita     | Tak Nie           | [ 49 ] [ 9 ] |
| Zarszyn                                         | 1954        | Polichromia                     | Tak               | Współautor: Zbigniew Krygowski                                                                                  |
| Żędowice, nowy kościół                          | b.d.        | Polichromia                     | Nie               | [ 51 ] |
| Stary Żmigród                                   | 1960        | Polichromia                     | Tak               | [ 1 ] |